# Georges Vacher de Lapouge
Georges Vacher de Lapouge gróf ([vaʃe də lapuʒ]; 1854. december 12. – 1936. február 20.) francia antropológus, az eugenika és a tudományos rasszizmus teoretikusa (elméleti szakembere). A szociáldarwinizmus elméletének követője és a rasszizmus egyik ideológusa. 
A 19. század végén dolgozta ki Gobineau rasszista elméletét. Az antroposzociológia, a faj antropológiai és szociológiai vizsgálatának megalapítójaként ismert, amely bizonyos népek felsőbbrendűségét hirdette. Meg volt győződve arról, hogy a világ sorsa az árjáknak a zsidók feletti győzelmétől függ. Ezt a tézist támogatta "Az árják társadalmi szerepe" (L'Aryen, son rôle social) című műve, amely néhány alapvető elemet adott a későbbi náci antiszemitizmusnak. 

## Antroposzociológia
1888-ban az európai koponyákról írt tanulmányában három európai fajt látott, és ezeket így rendezte: 
- homo europaeus – hosszú koponyájú, világosbarna és magas faj;
- homo alpinus – rövid koponyájú, sötét haj- és szemszínű, alacsony termetű;
- homo mediterranaeus – hosszú koponyájú, fekete hajú faj.

Azzal érvelt, hogy e fajok egyike sem kapcsolódik közvetlenül egy adott nemzethez, de viselkedésükről és vallási elképzeléseikről szóló leírásai egyértelműen megfelelni akartak Németországra, Dél-Európára és az európai zsidók közösségére.
Franciaország múltbeli nagyságát a dolichocephalianusok – az „árják” hatalmával társította. Gobineau nyomán osztotta azt az elképzelést, hogy az „árja faj” hanyatlóban van. A történelmet a „fajok harcának” tekintette. Véleménye szerint a megoldást az eugenikus intézkedések jelentették, hiszen csak ezek tudták megállítani a fajok háborúját.

## Művei
- Essais de droit positif généralisé. Théorie du patrimoine, Paris, E. Thorin, 1879, 129 p. online.
- Études sur la nature et sur l'évolution historique du droit de succession. Étude première. Théorie biologique du droit de succession, Paris, E. Thorin, 1885, 42 p.
- Les Sélections sociales, cours libre de science politique professé à l'Université de Montpellier, 1888-1889, Paris, A. Fontemoing, 1896, 503 p.online.
- L'Aryen, son rôle social, cours libre de science politique, professé à l'Université de Montpellier (1889-1890), Paris, A. Fontemoing, 1899, 569 pages; réédition à Ars Magna, Nantes, 2016.online.
- Race et milieu social : essais d'anthroposociologie, Paris, M. Rivière, 1909, 396 p.online (két kiadás érhető el)

## Kapcsolódó cikk
- Árja fajelmélet